# Tivela subglobosa
Tivela subglobosa је врста морских шкољки из рода Tivela, породице Veneridae, тзв, Венерине шкољке. Таксон се сматра не прихваћеним. Прихваћен је као врста 
 (Born, 1778)..